# Вичанци
Вичанци (на словенски: Vičanci) е село в Словения, Подравски регион, община Ормож. Според Националната статистическа служба на Република Словения през 2015 г. селото има 253 жители.